# Camille Moury
Camille Moury (Dour, 23 juni 1873 - 16 februari 1924) was een Belgisch volksvertegenwoordiger.

## Levensloop
Moury werd geboren in een protestants gezin.
Arbeider geworden in het Arsenaal in Bergen, werd hij actief bij de socialisten. Hij werd boekhouder voor de arbeiderscoöperatie Les socialistes réunis en in 1909 werd hij vast secretaris van de federatie van ziekenkassen l'Avenir du Borinage.
In 1907 verkozen tot gemeenteraadslid van Dour, werd hij er in 1921 schepen.
In 1914 was hij plaatsvervangend volksvertegenwoordiger verkozen en in 1919, in opvolging van de overleden Aurèle Maroille, werd hij socialistisch volksvertegenwoordiger voor het arrondissement Bergen en vervulde dit mandaat tot aan zijn dood.
In Dour is een straat naar hem genoemd.